# آرش سجادی حسینی
آرش سجادی حسینی (زاده ۱۳۵۱، تهران) تهیه‌کننده و کارگردان، ایرانی‌ست. وی فارغ‌التحصیل رشته دکتری زیبایی‌شناسی سینما از دانشگاه اوراسیا گرجستان و همچنین فارغ‌التحصیل کارشناسی ارشد رشته مدیریت فرهنگی می‌باشد. شروع فعالیت او با ایفای نقش در سریال امام علی (۱۳۷۰) دستیار گروه صحنه و لباس در فیلم مدرسه پیرمردها (۱۳۷۰) است.

## کارگردانی
- ترمینال
- رویای ساحل
- موج سوم
- آواز در خواب
- رویای ساحل
- تله فیلم آوان
- سپیدان
- مستند دور برگردان جم تی‌وی
- تله فیلم تیغ و ترنج
- سریال صندوقخانه
- تله فیلم آسیه

## تهیه‌کننده
- شاید عشق نبود (۱۳۹۶)
- فیلم سینمایی نیلم (۱۳۹۷)
- فیلم سینمایی شاهین (۱۳۹۷)
- فصل ماهی سفید (۱۳۹۷)
- درخت جوان (۱۳۹۸)
- فیلم سینمایی آوار (۱۳۹۸)
- رکوردیست (۱۳۹۹)
- ضابط (۱۳۹۹)

## دستیار اول کارگردان و برنامه‌ریز
- شهرزاد (مجموعه نمایش خانگی)
- چراغ‌های ناتمام
- حکایت عاشقی
- لاله (فیلم)
- گام‌های شیدایی
- دوازده صندلی
- روایت سه‌گانه
- گیرنده (فیلم)

### فیلم کوتاه
- برابری (۱۳۸۳)
- دیدن یا ندیدن (۱۳۸۴)
- صدای بی صدا (۱۳۸۸)

## بازیگری
- امام علی (مجموعه تلویزیونی)
- خط آتش (فیلم)
- شهرزاد (مجموعه نمایش خانگی) قسمت اول
- عید آن سال‌ها
- عشق شیشه‌ای
- یحیی (فیلم)
- گام‌های شیدایی
- چراغ‌های ناتمام
- گاندو (مجموعه تلویزیونی)

## مدیر برنامه‌ریزی
- حکایت عاشقی
- فیلم‌تئاتر آینه‌های روبرو
- گاندو (مجموعه تلویزیونی)

## گروه صحنه و لباس
- مدرسه پیرمردها